# هونان ۲۵۹۲
سیارک ۲۵۹۲ (به انگلیسی: 2592 Hunan، نامگذاری:1966BW) دو هزار و پانصد و نود و دومین سیارک کشف شده‌است که در ۳۰ ژانویه ۱۹۶۶ کشف شد.
قدر مطلق سیارک برابر ۱۱٫۶۰ است.